# Santi Pagnini

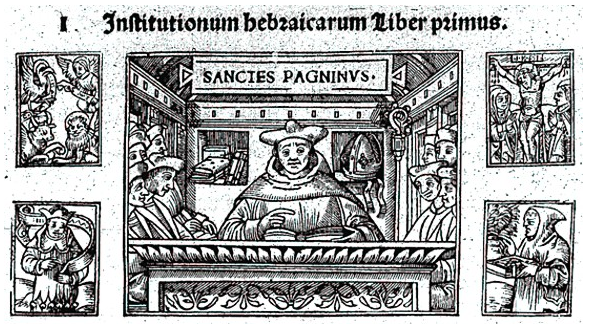
Titelblatt des Institutionum hebraicarum, 1526

Santi Pagnini (* 18. September 1470 in Lucca als Antonio Baldino Pagnini; † 24. August 1536 in Lyon) war ein italienischer Bibelgelehrter in der Renaissance.

## Leben
Pagnini trat 1487 in Fiesole bei Florenz dem Dominikanerorden bei. Als Schüler von Girolamo Savonarola wurde er Prediger in Pistoia, Florenz und Lucca. Er erlernte orientalische Sprachen und wurde von Papst Leo X. eingeladen, diese in Rom zu unterrichten. Ungefähr 1518 vervollständigte er eine lateinische Bibelübersetzung aus dem Hebräischen und Griechischen. Sie wurde 1527 in Lyon und später (1541) in Köln veröffentlicht. Dies war seit dem Werk des Heiligen Hieronymus die erste lateinische Bibelübersetzung, wobei erstmals getrennte Verse verwendet wurden. Pagnini stellte außerdem eine hebräische Grammatik und ein Wörterbuch zusammen, das zahlreiche Auflagen erlebte.